# Aristolochia tuberosa
Aristolochia tuberosa är en piprankeväxtart som beskrevs av C.F. Liang & S.M. Hwang. Aristolochia tuberosa ingår i släktet piprankor, och familjen piprankeväxter. Inga underarter finns listade i Catalogue of Life.